# Myotis nigricans
Myotis nigricans is een zoogdier uit de familie van de gladneuzen (Vespertilionidae). De wetenschappelijke naam van de soort werd voor het eerst geldig gepubliceerd door Heinrich Rudolf Schinz in 1821.